# Nesiota elliptica
Nesiota elliptica (Engels: Saint Helena olive) is een uitgestorven boom die endemisch was op Sint-Helena. De soort vormde het monotypische geslacht Nesiota binnen de wegedoornfamilie (Rhamnaceae).
Het was een tot 4 m hoge boom met vele vertakkingen en een donkerbruine tot zwarte schors. De bladeren waren 5-8 × 2-3,5 cm groot, langwerpig met een omgekrulde top, donkergroen aan de bovenzijde en aan de onderzijde bleker en bedekt met platliggende haren. De roze bloem groeiden in compacte, dichtvertakte bloeiwijzen die niet boven de bladerkroon uitstaken. De vruchten waren harde, houtige, 1-2 cm lange doosvruchten die bij rijpheid openklapten, waarbij driehoekige, glanzende zaden tevoorschijn kwamen.
De plant werd in de negentiende eeuw al erg zeldzaam en in 1875 werden er nog maar twaalf tot vijftien bomen geregistreerd. Waarschijnlijk was de afname te wijten aan verlies van habitat, schimmelinfecties en het feit dat de plant in 99% van de gevallen niet zelfbestuivend was. De laatste boom in het wild stierf in 1994. De plant was moeilijk te vermeerderen door middel van stekken, want ze wortelden moeilijk. Uiteindelijk stierf het laatste exemplaar in cultivatie in december 2003 in Pounceys Arboretum op Sint Helena.